# Tormenta tropical Ivo (2019)
La tormenta tropical Ivo fue un ciclón tropical que trajo fuertes lluvias a cinco estados de México y provocó graves inundaciones durante agosto de 2019. El décimo ciclón tropical y la novena tormenta con nombre de la temporada de huracanes del Pacífico de 2019, Ivo surgió de un área de baja presión que se generó al sur de Guatemala el 16 de agosto. El sistema de baja presión se organizó gradualmente durante los siguientes días a medida que avanzaba hacia el oeste-noroeste. El sistema se fusionó en una depresión tropical temprano el 21 de agosto y se fortaleció en la tormenta tropical Ivo varias horas después. Ubicado dentro de un entorno favorable de aire húmedo y temperaturas cálidas de la superficie del mar, el ciclón se intensificó rápidamente, alcanzando su punto máximo al día siguiente con vientos máximos sostenidos de 1 minuto de 70 mph (110 km/h) y una presión de 990 mbar (29,23 inHg). El aumento de la cizalladura del viento hizo que la intensificación de la tormenta se nivelara más tarde ese día, cuando el sistema giró hacia el norte-noroeste. Ivo pasó por la isla Clarión al mediodía del 23 de agosto, generando vientos de 60 mph (100 km/h) en la isla. La cizalladura del viento hizo que Ivo se degradara significativamente en estructura e intensidad durante los próximos días. Las temperaturas frías de la superficie del mar, así como el aire seco y estable, hicieron que el ciclón degenerara en una baja remanente a principios del 25 de agosto. La baja serpenteó sobre el Pacífico oriental antes de abrirse a una depresión a principios del 27 de agosto.
Ivo impulsó la emisión de alertas azules para múltiples municipios de Sinaloa y Sonora, lo que significa peligro mínimo. El plan Marine se activó en varios estados para prepararse para fuertes lluvias e inundaciones. Las escuelas fueron canceladas en más de una docena de municipios sinaloenses y en la Universidad Autónoma de Sinaloa. Se produjeron fuertes lluvias e inundaciones, principalmente en Baja California Sur y Sinaloa, lo que obligó a la evacuación de cientos de personas. Se establecieron más de cien refugios para las víctimas de la tormenta. Cientos de casas y calles quedaron inundadas por las inundaciones y el lodo, como resultado de las lluvias torrenciales y el desbordamiento de múltiples ríos. Las lluvias empeoraron los daños a la infraestructura, carreteras y puentes, que habían sido dañados durante el huracán Willa en 2018. Al menos 5 personas murieron en Nayarit tras ser arrastradas por el río El Cangrejo. Fuertes lluvias y granizo ocurrieron en Zacatecas, inundando dos docenas de negocios y casas y dejando varados a casi una docena de vehículos. Tres deslizamientos de tierra ocurrieron en el Estado de México, bloqueando calles y dañando casas. Tres ríos se desbordaron, inundando varias colonias en los suburbios de la Ciudad de México. A raíz de la tormenta, se activó el Plan DN-III-E, un plan de socorro y rescate en caso de desastre, en cinco estados. Las tropas militares ayudaron en las operaciones de rescate y limpieza en varios estados. Se abrieron sitios de recolección para recibir alimentos y suministros para las víctimas de la tormenta.

## Historia meteorológica

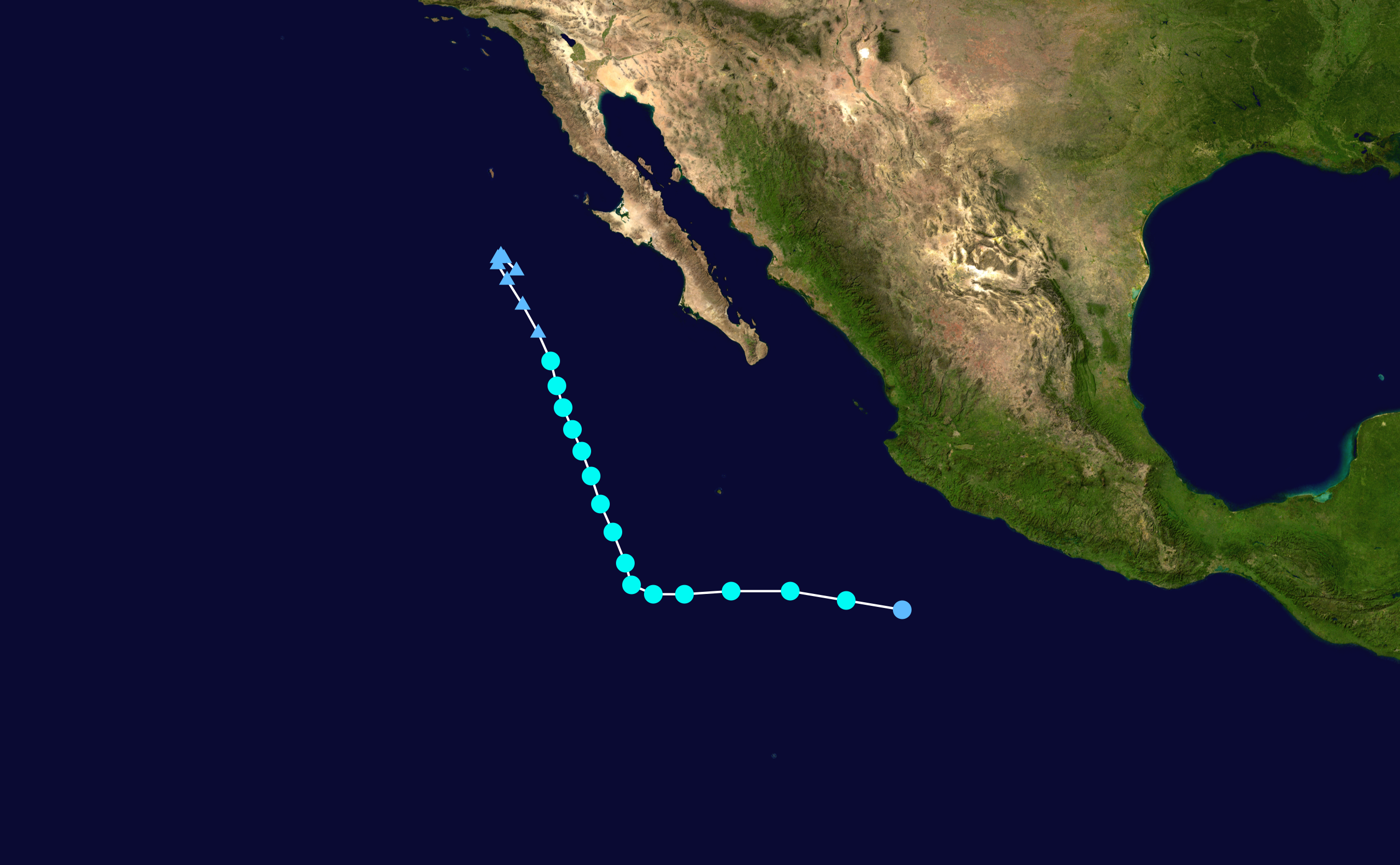
Mapa que traza la trayectoria y la intensidad de la tormenta, de acuerdo con la escala de huracanes de Saffir-Simpson

Una ola tropical salió de la costa oeste de África el 4 de agosto de 2019, mientras que una segunda ola llegó al Océano Atlántico tropical oriental unos días después. Las olas siguieron hacia el oeste y entraron en el Océano Pacífico oriental, a partir del 14 de agosto. El Centro Nacional de Huracanes pronosticó por primera vez el 13 de agosto que se formaría un área de baja presión al sureste de la costa sureste de México más tarde esa semana. Un área de baja presión generó al sur de Guatemala temprano el 16 de agosto a partir de la primera ola. Esta ola avanzó hacia el oeste mientras que el área de baja presión siguió hacia el oeste-noroeste. La actividad de tormentas asociadas con este último sistema aumentó significativamente durante los siguientes dos días. Para el 19 de agosto, el sistema estaba ubicado aproximadamente a 370 km (230 millas) al sur de la costa sureste de México. La segunda onda tropical atravesó la región durante este tiempo, provocando un mayor aumento en la actividad convectiva. El sistema de baja presión se volvió más organizado el 21 de agosto, con datos de viento de los satélites que muestran una circulación mejorada. La depresión tropical se desarrolló a 290 millas (465 km) al sur de Manzanillo, México, a las 06:00 UTC, y se fortaleció aún más hasta convertirse en la tormenta tropical Ivo seis horas después.
La tormenta tropical naciente se encontraba en un entorno favorable, con temperaturas cálidas en la superficie del mar de 30 °C (86 °F), aire húmedo y cizalladura vertical moderada del viento del noreste. En ese momento, Ivo poseía una banda de lluvia curva que giraba en espiral hacia su centro de bajo nivel. Mientras tanto, una cresta de nivel medio ubicada al norte estaba causando que el ciclón se desplazara hacia el oeste-noroeste. Ivo continuó fortaleciéndose durante el día siguiente, con la mejora del patrón de nubes del ciclón y el desarrollo de un ojo con bandas de nivel medio debajo de su densa nubosidad central. Ivo alcanzó su punto máximo a las 12:00 UTC del 22 de agosto, con vientos máximos sostenidos de 70 mph (120 km/h) y una presión central mínima de 990 mbar (29,23 inHg). Poco después de alcanzar su punto máximo, el avance de Ivo se redujo a 19 km/h (12 mph), aproximadamente la mitad de la velocidad a la que viajaba el día anterior, a medida que el borde occidental de la cresta se debilitaba. La intensificación del ciclón se detuvo cuando aumentó la cizalladura del viento del noreste. La convección se concentró en gran medida en la mitad sur de la tormenta, y el centro de bajo nivel quedó parcialmente expuesto a lo largo del borde noreste de la capa de nubes.
Ivo giró rápidamente hacia el noroeste y luego hacia el norte-noroeste a principios del 23 de agosto, cuando rodeó el borde occidental de la cresta de nivel medio. La cizalladura del viento continuó golpeando al ciclón, lo que provocó que el centro de bajo nivel de este último se separara del denso nuboso central. Ivo pasó frente a la costa de la isla Clarión alrededor de las 12:00 UTC del 23 de agosto, produciendo vientos sostenidos de 60 mph (100 km/h) en la isla. Posteriormente, el centro de bajo nivel de Ivo se separó de la convección a medida que el ciclón decaía. La cizalladura continua del viento bombardeó a Ivo, lo que provocó que la circulación de nivel medio se separara y dejara solo una pequeña área de convección cerca del centro. Las temperaturas frías de la superficie del mar de 75 °F (24 °C) por debajo y el aire seco y estable en lo alto hicieron que toda la convección restante se disipara, y Ivo se convirtió en un sistema de baja presión remanente de 35 mph (65 km/h) alrededor de las 06:00 UTC en agosto 25, ubicado a 445 millas (715 km) al oeste del extremo sur de la península de Baja California. La baja continuó siguiendo hacia el noroeste hasta el norte-noroeste mientras disminuía la velocidad y se debilitaba. La baja se estacionó el 26 de agosto y giró hacia el sureste, bajo la influencia de un flujo director de nivel bajo, que se ubicó al oeste de la península de Baja California. El mínimo se abrió en un canal de baja presión alrededor de las 00:00 UTC del 27 de agosto.

## Preparaciones e impacto
Se emitió alerta azul, de mínima peligrosidad, para los municipios sinaloenses de Guaymas, Empalme, Cajeme, Navojoa, Huatabampo, Etchojóa, Álamos, Benito Juárez, San Ignacio Río Muerto, Bácum, Quiriego y Rosario. También se emitió alerta azul para los municipios sonorenses de Guaymas, Empalme, Cajeme, Navojoa, Huatabampo, Etchojóa, Álamos, Benito Juárez, San Ignacio Río Muerto, Bácum, Quiriego y Rosario Tesopaco. En Baja California Sur se levantaron seis albergues en Cabo San Lucas y otros seis en San José del Cabo. El Plan Marino se activó en los estados de Baja California Sur, Sonora, Sinaloa, Nayarit, Jalisco, Colima, Michoacán, Guerrero, Oaxaca y Chiapas. Se cancelaron clases en 18 municipios sinaloenses y se cerró la Universidad Autónoma de Sinaloa. En El Carrizo, las personas que vivían en un camino paralelo a la Carretera Internacional evacuaron de sus residencias debido a la amenaza de fuertes lluvias e inundaciones severas, no queriendo experimentar una repetición de la depresión tropical Diecinueve-E, que afectó a la región un año antes.
Ivo provocó graves inundaciones en varios estados mexicanos, incluidos Sinaloa, Baja California Sur, Nayarit, Zacatecas y el Estado de México. Se abrieron dos albergues de emergencia en Ciudad Insurgentes, Baja California Sur, durante la tormenta producto de las inundaciones. Las casas se inundaron en Comondú y las personas fueron rescatadas en botes. Se infligieron daños mínimos a las carreteras en Los Cabos. Múltiples derrumbes ocurrieron alrededor de San José del Cabo y Cabo del Este.
Lluvias torrenciales de Ivo causaron inundaciones en todo Sinaloa; los municipios de El Rosario, Mazatlán, Elota, Mocorito y Guasave fueron los más afectados, con precipitaciones que oscilaron entre 70 y 244 mm (2,8 y 9,6 pulgadas) allí. Se formó un socavón en un tramo de la carretera Mazatlán-Culiacán en el Municipio de Elota. El agujero tenía al menos 6,1 m (20 pies) de largo y 0,61 m (2 pies). Otro tramo de la carretera se inundó tras el desbordamiento de un canal, lo que obligó a cerrar parcialmente la carretera en ese punto. Al menos 180 viviendas se inundaron en El Rosario. Se derrumbaron cuatro puentes en el municipio de El Rosario, aislando a nueve veredas. Los daños en los puentes de Monte Alto y La Batanga se agravaron como consecuencia de las fuertes lluvias durante Ivo, aislando a las comunidades a lo largo de una margen del río Baluarte. Ivo empeoró el daño a muchas carreteras, puentes y otras infraestructuras que habían sido dañadas previamente por el huracán Willa en 2018. Se estableció un refugio temporal y el gobierno estatal estableció grupos de servicios de salud y limpieza durante la tormenta. Alrededor de 200 viviendas se inundaron con 1 m (3,3 pies) de agua en Mazatlán.
El río Jabalines se desbordó cerca del borde de Mazatlán. Crecidas y lodo inundaron viviendas en los barrios Jacarandas y Lico Velarde. Al menos 50 personas fueron evacuadas en las colonias El Rosario, Indeco, Jacarandas y Villa Jaraco y trasladadas a albergues. Un canal se desbordó en el barrio Jacarandas, inundando una escuela con 1 metro (3,3 pies) de agua y lodo. Los muebles, la tecnología y los registros dentro del edificio quedaron casi completamente arruinados. Una familia del vecindario perdió todo después de que las inundaciones y el lodo inundaran su casa. En el barrio Lico Velarde, fuertes lluvias de Ivo agudizaron problemas de alcantarillado existentes El desagüe Guadalupe se desbordó en Guasave, inundando decenas de viviendas. Las inundaciones dañaron al menos 200 viviendas en Guasave y 46 en A Home. En Los Mochis y Ahome colapsaron los sistemas de alcantarillado. Al menos quince barrios se inundaron a lo largo de Los Mochis. La tormenta provocó inundaciones de hasta 12,5 mm (0,49 pulgadas) de profundidad en la ciudad, más severas en el barrio Las Mañanitas. Tres bombas estaban trabajando para sacar agua de ese barrio. Varias calles y la vía principal de acceso al barrio quedaron inundadas. Se cerraron las calles al tráfico en la ciudad para evitar olas y se establecieron 108 refugios para las víctimas de la tormenta. El drenaje de Juárez se desbordó cerca de Los Mochis después de que Ivo obstruyó su salida al mar, inundando calles y campos, el último de los cuales dañó entre 800 y 1,000 hectáreas (2,000 y 2,500 acres) de cultivos. Al menos cinco ejidos se inundaron en Guasave.
El Parque Acuático de Culiacán se inundó en su totalidad como consecuencia de las fuertes lluvias durante Ivo, lo que provocó su cierre. Las autoridades cerraron el cercano Puente Negro y cerraron un camino en la presa Derivadora antes de que se desbordara el río Culiacán. En el fraccionamiento Hacienda Alameda, Culiacán, Ivo provocó la ruptura de tuberías de agua y arrastró escombros de las casas. Al menos 180 viviendas quedaron inundadas por las crecidas en el poblado de Las Brisas. En el municipio de Angostura, las localidades de Chinitos y Melchor Ocampo quedaron aisladas, luego de que el agua de un canal de riego dañara significativamente el puente Ford. Se estableció un albergue para las personas que vivían a orillas del canal.
En Acaponeta, Nayarit, cinco personas fueron arrastradas por el desborde del río El Cangrejo. El temporal provocó inundaciones y granizo en el estado de Zacatecas. Se informaron inundaciones de hasta 1 m (3,3 pies) en la región del centro de Fresnillo. Seis negocios y 25 casas se inundaron y 11 autos quedaron varados. Lluvias torrenciales afectaron el Municipio de Naucalpan, Estado de México, inundando 16 viviendas y vehículos y calles. Un deslizamiento de tierra ocurrió en el barrio San Lorenzo Totolinga, cerca del río Totolinga, dañó una casa y requirió el rescate de dos niños. Al menos 30 residencias se inundaron en Toluca de Lerdo. Los ríos Hondo, Chico de Los Remedios y Los Cuartos se desbordaron, causando daños en varias colonias. Las inundaciones dañaron la Calle 4 en San Rafael Chamapa. El río Chico de Los Remedios se desbordó en Ribera de Echegaray, provocando que crecidas y basura chocaran con un puente sobre la avenida San Agustín. Esto a su vez provocó inundaciones adicionales. El barranco del 16 de septiembre también se desbordó en Ribera de Echegaray. El desbordamiento del río Chico de Los Remedios inundó de agua y lodo 12 viviendas de la colonia Colón, 10 de la colonia Pastores y 8 de la colonia El Conde. Un derrumbe ocurrió en la colonia Valle Dorado, y otro ocurrió en la calle Rivera. Fuertes lluvias ocurrieron en Iztapalapa, inundando calles en las colonias Lomas de Zaragoza, Santa Martha Acatitla, Chilpancingo Sur y Niño Artillero Popular Ermita Zaragoza. El Sistema de Aguas de la Ciudad de México solicitó a los automovilistas evitar la zona oriente de la ciudad debido a las inundaciones.

## Consecuencias
Como consecuencia de las inundaciones por fuertes lluvias, se emitieron declaratorias de emergencia para los municipios sinaloenses de Rosario, Mazatlán, Elota, Mocorito y Guasave para brindar acceso a fondos para alimentos, albergue y suministros médicos. En Guasave se instalaron despensas y se enviaron equipos médicos para atender a los damnificados por el temporal. Se activó el Plan DN-III-E, un plan de socorro y rescate en caso de desastre, para Sinaloa y Baja California, con 400 soldados desplegados en esos estados, en conjunto. Posteriormente, el plan se amplió para incluir a Nayarit, el Estado de México y la Ciudad de México. En Baja California Sur, las tropas militares estaban ayudando a remover escombros, desatascar desagües, dirigir el tráfico, quitar el lodo y las inundaciones de las casas en Comondú y ayudar a los autos atrapados. Los vehículos militares ayudaron a evacuar a los ciudadanos a los refugios. Se habilitaron dos albergues en escuelas de Comondú. Al menos 230 personas fueron evacuadas de sus hogares y trasladadas a albergues. Se declararon emergencias para las ciudades de Los Cabos y Comondú en Baja California Sur. Se repartieron alimentos a los damnificados por el temporal en un albergue temporal ubicado en una escuela de Comondú. El gobierno del estado de Baja California Sur solicitó fondos de FONDEN, un fondo de ayuda para desastres naturales, para ayudar con los esfuerzos de limpieza y reparación en Ciudad Insurgentes.
El inicio de clases para 2019 en Ciudad Insurgentes se retrasó un día, como resultado de las fuertes lluvias. Funcionarios municipales de Loreto, Baja California Sur, habilitaron un sitio de acopio en el que se almacenaron donaciones de medicamentos, frazadas, ropa, pañales, alimentos enlatados, leche en polvo y agua embotellada. Al menos 56 familias tuvieron que abandonar sus hogares en Mazatlán a consecuencia de las lluvias torrenciales. Se establecieron programas de ayuda para apoyar a estas familias y pequeñas empresas que se vieron afectadas por la tormenta. La Secretaría de Medio Ambiente y Recursos Naturales impidió el uso de retroexcavadoras para despejar playas en Mazatlán luego de que el fuerte oleaje de Ivo depositara algas allí. El gobernador de Sinaloa y el alcalde de Los Mochis aportaron MX$80 millones (US$4 millones) en fondos para 26 proyectos separados con el fin de solucionar los problemas de drenaje causados por Ivo en todo el municipio de Ahome. Los agricultores de Los Mochis, Topolobampo y Villa de Ahome trabajaron para drenar sus campos para prepararse para la próxima temporada agrícola, luego de que la tormenta inundara los campos con hasta 170 mm (6,7 pulgadas) de agua.
Las autoridades advirtieron a los residentes de Los Mochis que no bebieran agua del grifo después de que Ivo dañó los inyectores de cloro, lo que redujo la cloración del agua. La Universidad Autónoma de Baja California Sur acogió un sitio de acopio para los damnificados por el temporal, recolectando alimentos como enlatados, agua, pastas y frijoles y artículos como pallas, escobas, rastrillos, machetes, recogedores, trapeadores, productos de higiene, productos de limpieza, medicamentos y ropa. También se establecieron sitios de recolección en Ciudad Constitución y el municipio de Los Cabos. El gobierno municipal de Mazatlán entregó a los ciudadanos afectados por la tormenta en la colonia 20 de noviembre más de 200 artículos para el hogar y muebles, entre colchones y somieres, lavadoras, estufas y refrigeradores. En Choix, Sinaloa, el alcalde entregó a 12 escuelas un total colectivo de 84 pupitres, 230 sillas, 165 sillones, 26 sillas para profesores y 30 pupitres para profesores.
La Comisión de Aguas del Estado de México envió seis camiones succionadores de presión, dos escuadrones y seis bombas de achique para despejar las inundaciones de viviendas y calles en Naucalpan. En la Ciudad de México y el Estado de México, el personal militar ayudó con el drenaje de agua, la limpieza de residencias, la limpieza de escombros y la asistencia a automovilistas varados. Al menos 250 personas y 50 vehículos trabajaron para retirar lodo y basura de caminos, casas y el puente de San Agustín en Ribera de Echegaray.